# William Courtenay
William Courtenay (c. 1342 – 31 de julho de 1396) foi um clérigo católico romano inglês, Lorde Chanceler e Arcebispo da Cantuária.

## Biografia
William Courtenay nasceu na freguesia de St. Martin's, perto de Exeter, Devon. Filho de Hugo de Courtenay, conde de Devon, e Margaret Bohun. Bisneta do rei Eduardo I, Courtenay estudou direito na Universidade de Oxford, onde obteve o doutorado em direito canônico. Cânon do capítulo da catedral de Evreux. Eleito chanceler da Universidade de Oxford em 1367. Prebendário nas catedrais de Exeter, Wells e Iorque.
Courtenay foi nomeado bispo de Hereford em 17 de agosto de 1369, no pontificado do Papa Urbano V, sendo consagrado em 17 de março de 1370. Sob o Papa Gregório XI, transferido para a sé de Londres em 12 de setembro de 1375, onde liderou um partido clerical contra o reformador eclesiástico John Wycliffe. Foi criado cardeal-presbítero no consistório de 18 de setembro de 1378 pelo Papa Urbano VI, mas não aceitou a promoção ao cardinalato. Promovido a arcebispo de Cantuária e primaz da Inglaterra em 30 de julho de 1381 e confirmado pelo Papa Urbano VI em 9 de setembro do mesmo ano.
A liderança de Courtenay era vigorosa. Ele fundou o Colégio de Santa Maria e Todos os Santos em Maidstone. Celebrou dois sínodos, defendeu o baixo clero contra a tributação papal e real e realizou um conselho em Canterbury em 1382 que condenou Wycliffe, cujas obras também censurou. Obteve a permissão do rei Ricardo para aprisionar hereges (1382) e apreender livros heréticos (1388), colocando-o em conflito com João de Gante, duque de Lancaster e protetor de Wycliffe. Em novembro de 1382, Courtenay reuniu uma convocação em Oxford, onde forçou os acadêmicos Lollards (detentores de certos princípios religiosos derivados dos ensinamentos de Wycliffe) à submissão. Ele protestou contra o segundo Estatuto dos Provedores (1390), que desaprovava os cargos eclesiásticos nomeados pelo papa; ele os condenava como uma restrição ao poder e à liberdade apostólica. Chanceler da Inglaterra, de 10 de agosto a 18 de novembro de 1382.
Arcebispo Courtenay faleceu em 31 de julho de 1396, em Maidstone, Kent, onde foi enterrado. Mais tarde, seus restos mortais foram transferidos para a Catedral de Cantuária e enterrados aos pés do Príncipe Negro, próximo ao santuário de São Tomás.

## Ligações Externas
- «William Courtenay» (em inglês). Catholic Encyclopedia
- «Courtenay, Archbishop (biog)» (em inglês). Canterbury Historical and Archaeological Society
- «Courtenay, William» (em inglês). Encyclopedia
- Dahmus, Joseph. «William Courtenay: Archbishop of Canterbury, 1381-1396» (em inglês). University Park, Pennsylvania State University Press, 1966
- Gwaltney, Michael P. «William Courtenay's England: an aristocratic bishop in the fourteenth century» (em inglês). Honors Theses, 297, 1988